# Klippdomen

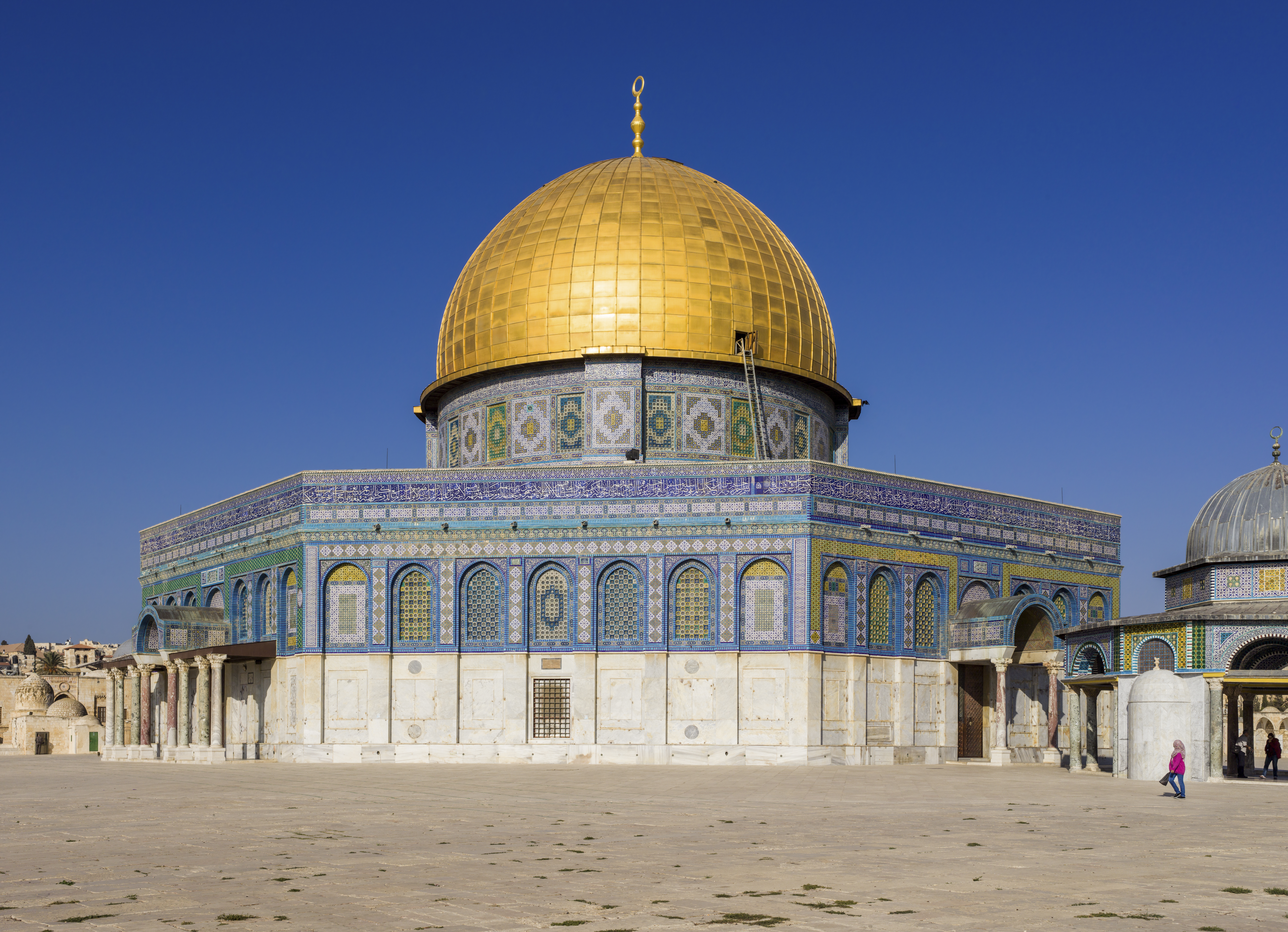
Klippdomen på Tempelberget.

Klippdomen (arabiska: قبة الصخرة, Qubbat As-Sakhrah; hebreiska: כיפת הסלע, Kipat Hasela), även kallad Klippmoskén, är en muslimsk helgedom i Jerusalem och är uppförd på Tempelberget som räknas som islams tredje heligaste plats efter Kaba i Mekka och profeten Muhammeds moské i Medina. Klippdomen är öppen för bön, men där hålls inga gudstjänster och den betraktas därför inte som moské. Klippdomen är världens äldsta existerande muslimska byggnad.

## Historia

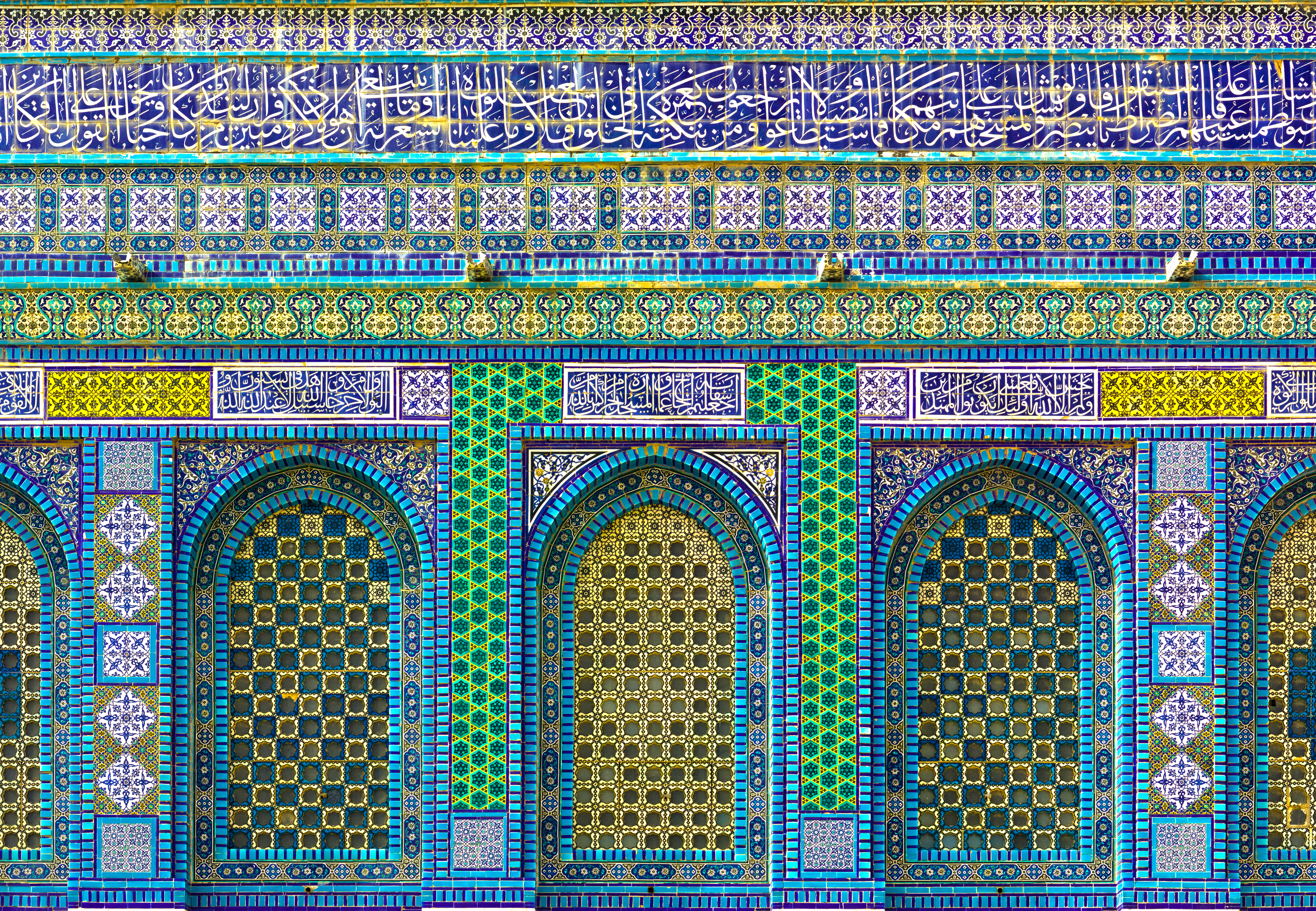
Den kakeltäckta fasaden på Klippdomen.

### Tidig historia
Klippdomen uppfördes i sin nuvarande form på Tempelberget mellan åren 687 och 691 av den nionde kalifen, Abd al-Malik. Den fick sitt namn av klippan den är byggd på, vilken enligt abrahamitisk tradition patriarken Abraham skulle använda som offeraltare när han av Gud ombads offra sin son och från vilken Muhammed enligt senare muslimsk tradition steg upp till Gud med ärkeängeln Gabriel. Tempelberget, vars religiösa betydelse enligt Gamla testamentet sträcker sig tillbaka till tiden för Salomos tempel, fick redan när Jerusalem blev muslimskt år 638 en ny helgedom med uppförandet av den närliggande al-Aqsamoskén vilken emellertid ej färdigställdes förrän år 705. Klippdomens arkitektur inspirerades av dåtida bysantinska kyrkor och palats.

### Medeltid och den osmanska eran
Efter det första korståget togs Klippdomen över av Augustinerorden som omvandlade den till en kyrka medan al-Aqsamoskén blev ett kungligt palats. När Saladin tog över Jerusalem år 1187 blev Klippdomen åter en muslimsk helgedom. Under mamlukerna liksom det efterföljande Osmanska rikets styre blev Klippdomen föremål för omfattande kunglig mecenatverksamhet, sultan Süleiman den magnifike lät täcka exteriören med kakelplattor vilket tog sju år att färdigställa.

## Arkitektur
Klippdomen, som ofta men oriktigt kallas Omarmoskén (denna ligger nämligen bredvid Den heliga gravens kyrka), bildar en regelbunden åttahörning med 20,3 meters sida, helt och hållet belagd med fajans- och marmorplattor i blått, grönt och vitt samt krönt med en gyllene kupol som är 30 meter hög och har en diameter om 20 meter. Denna vilar på en med mosaik rikt prydd cylindrisk underbyggnad. Moskéns fyra portar är riktade i de fyra väderstrecken och sidorna är försedda med sju nedtryckta spetsbågsfönster. Det inre är genom två koncentriska pelarrader delat i två 8-hörniga skepp och rikt prytt med mosaik och gyllene inskrifter på blå botten av de koranställen, som handlar om profeten Isa (Jesus). Hela platsen inom den innersta pelarraden upptags av den "heliga klippan" (as-sakhrah) som är ett två meter högt, oregelbundet stycke av själva klippgrunden.

## Galleri

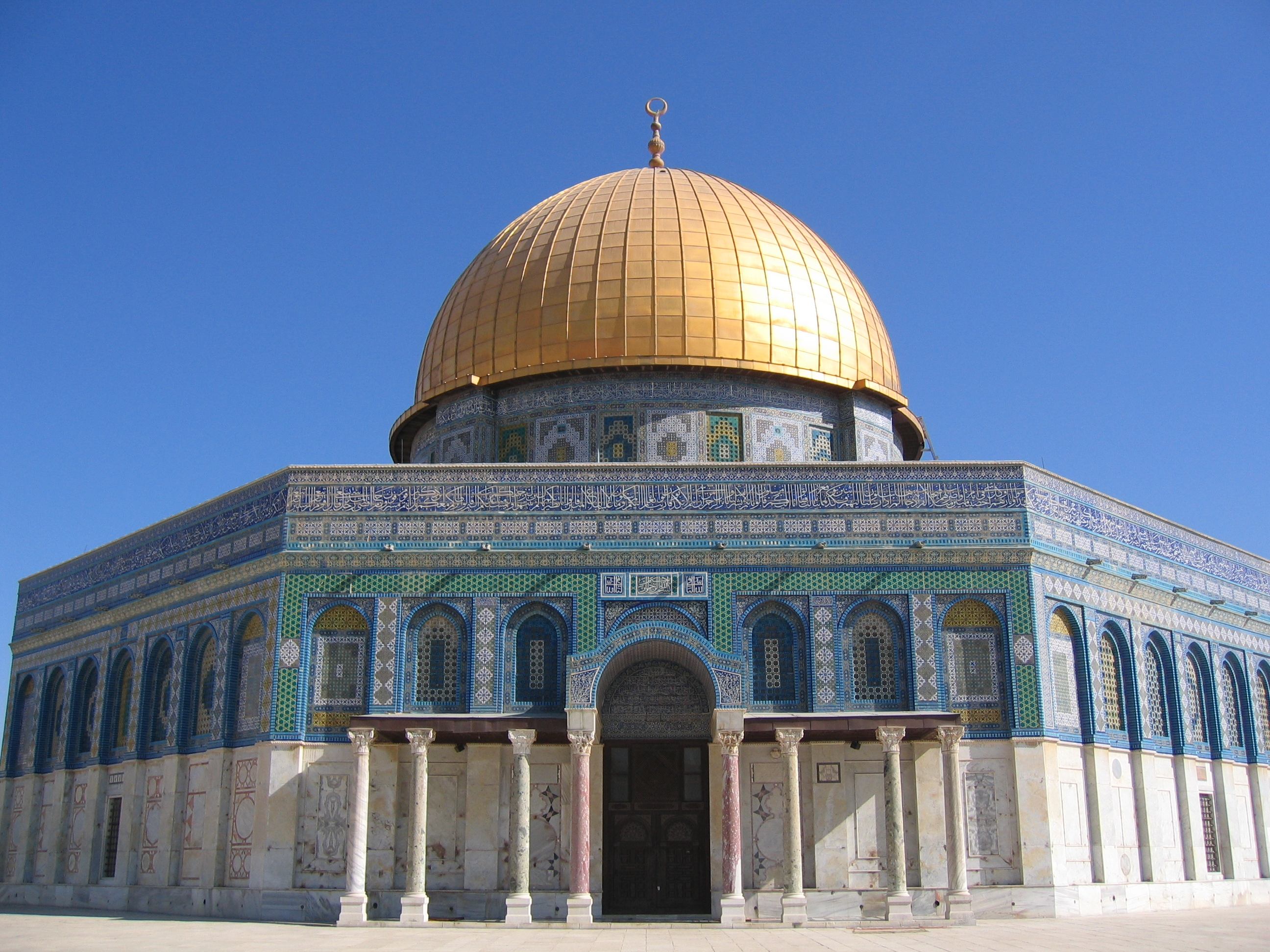
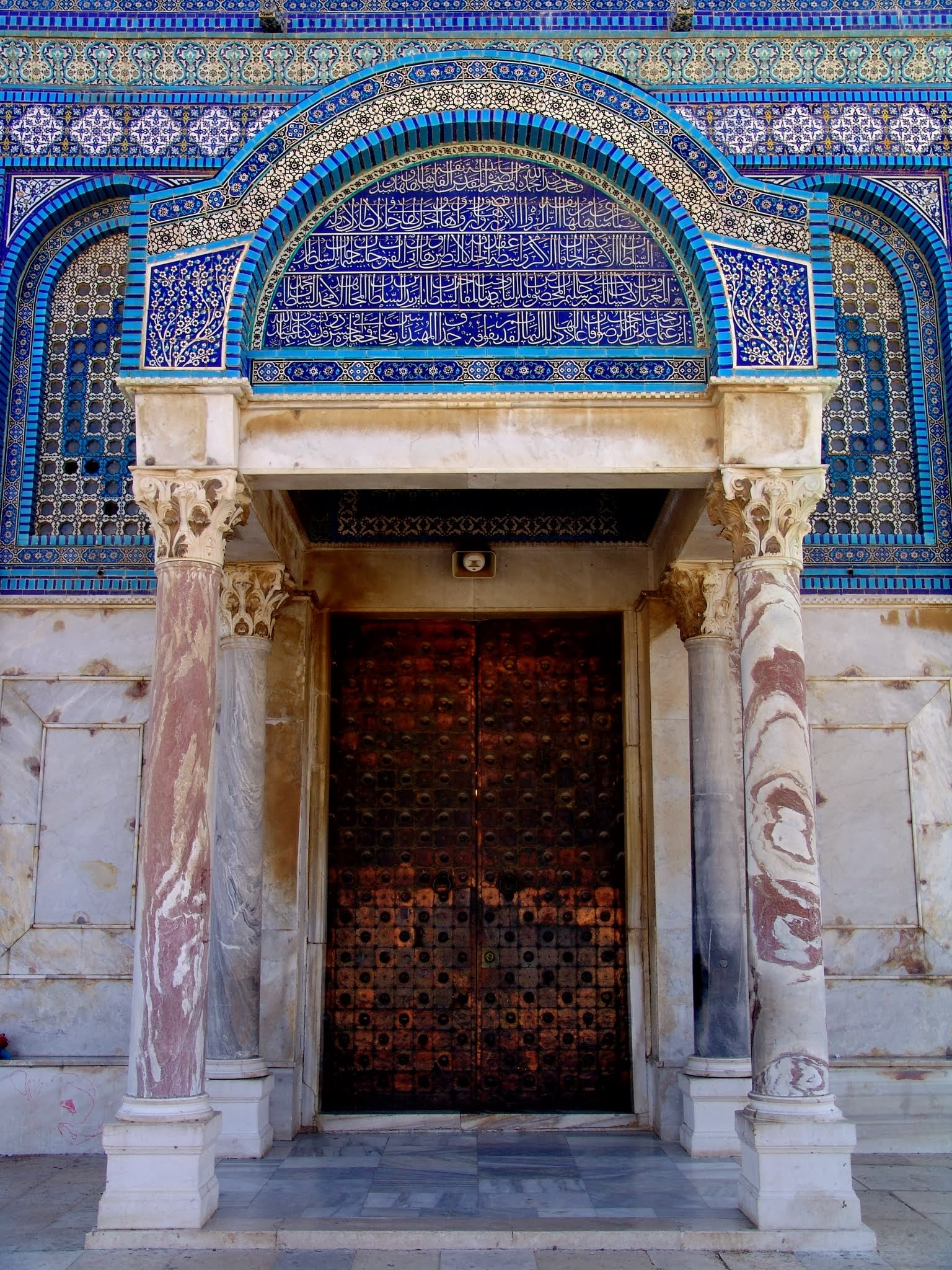
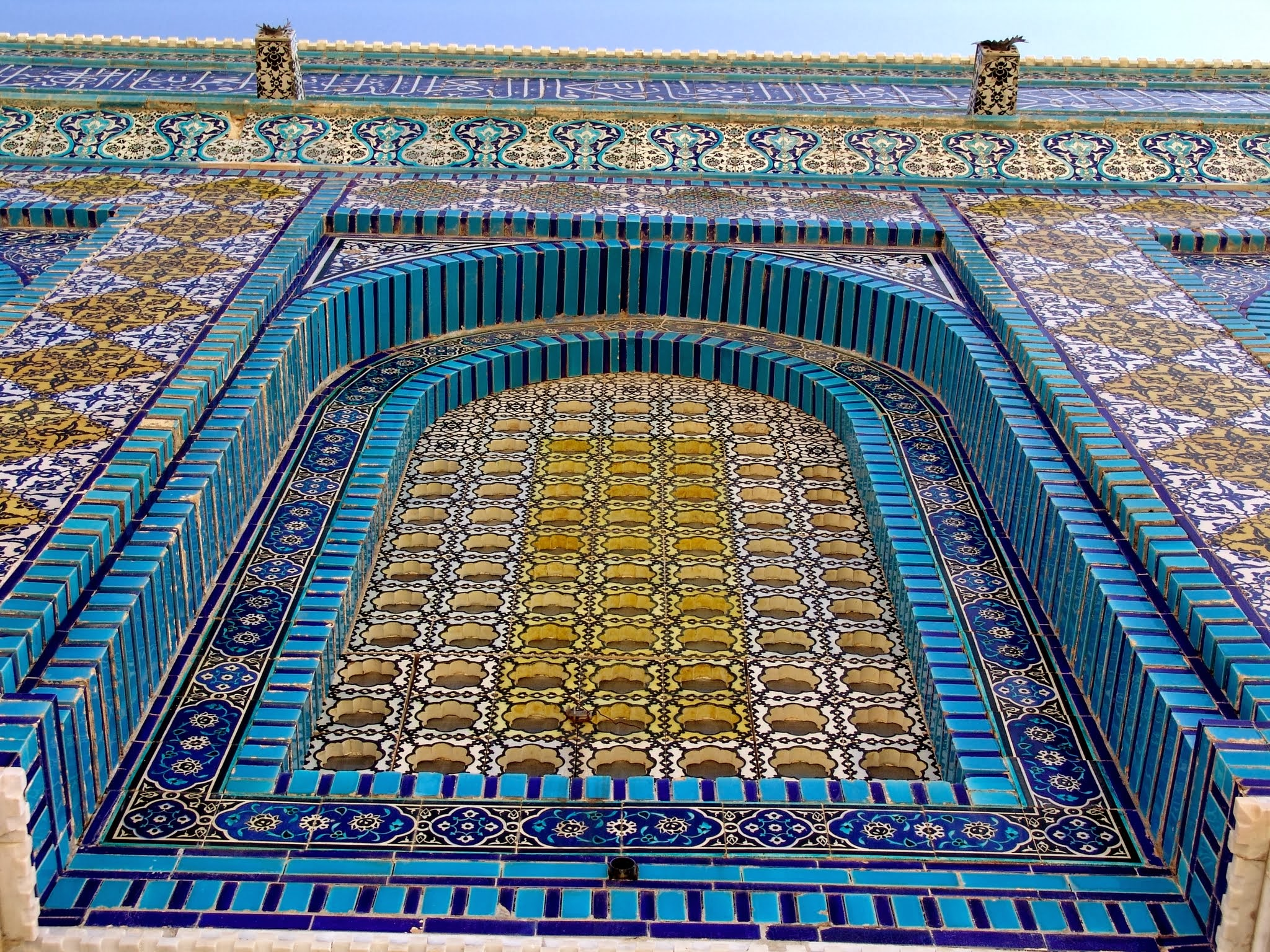
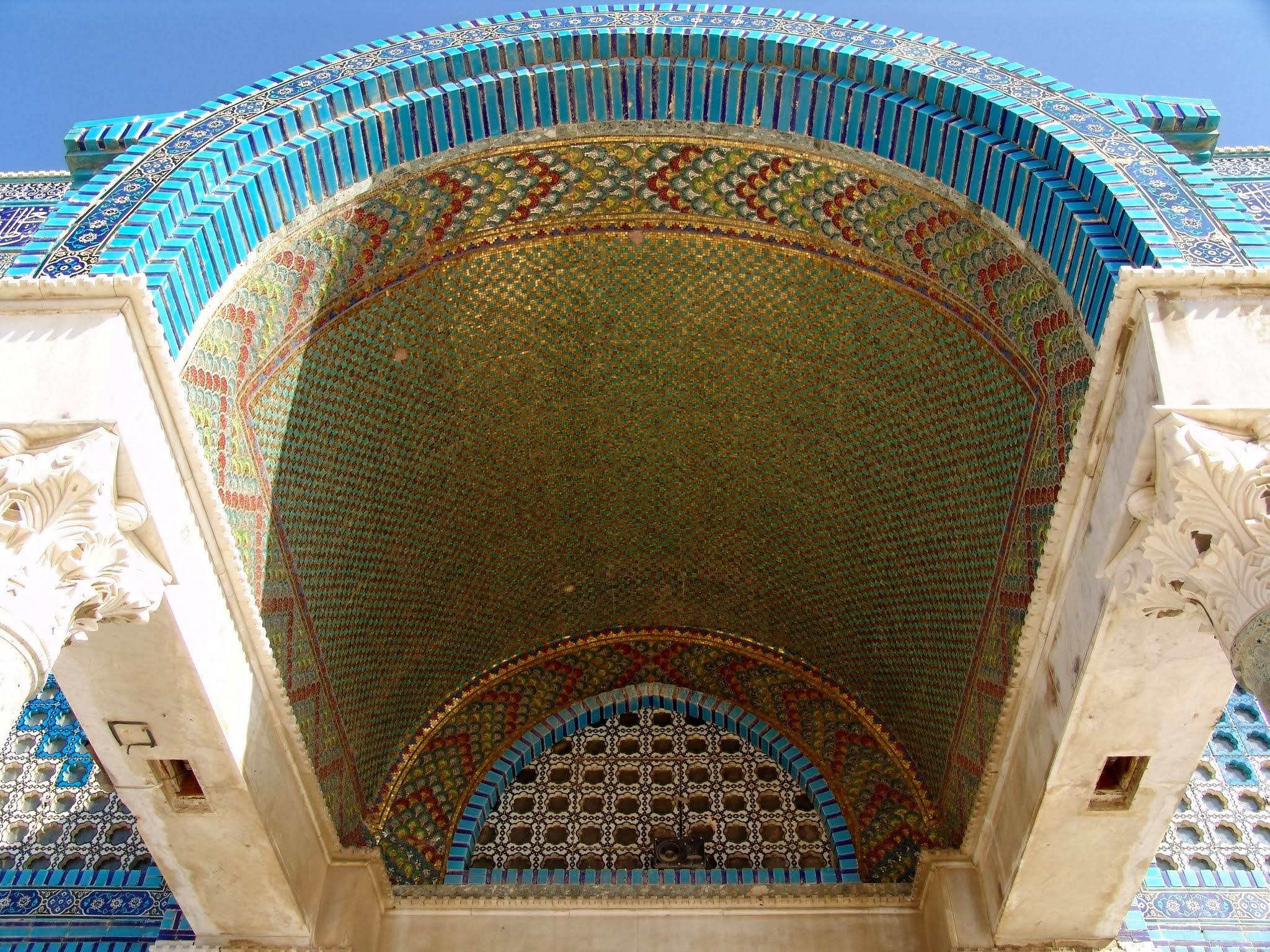
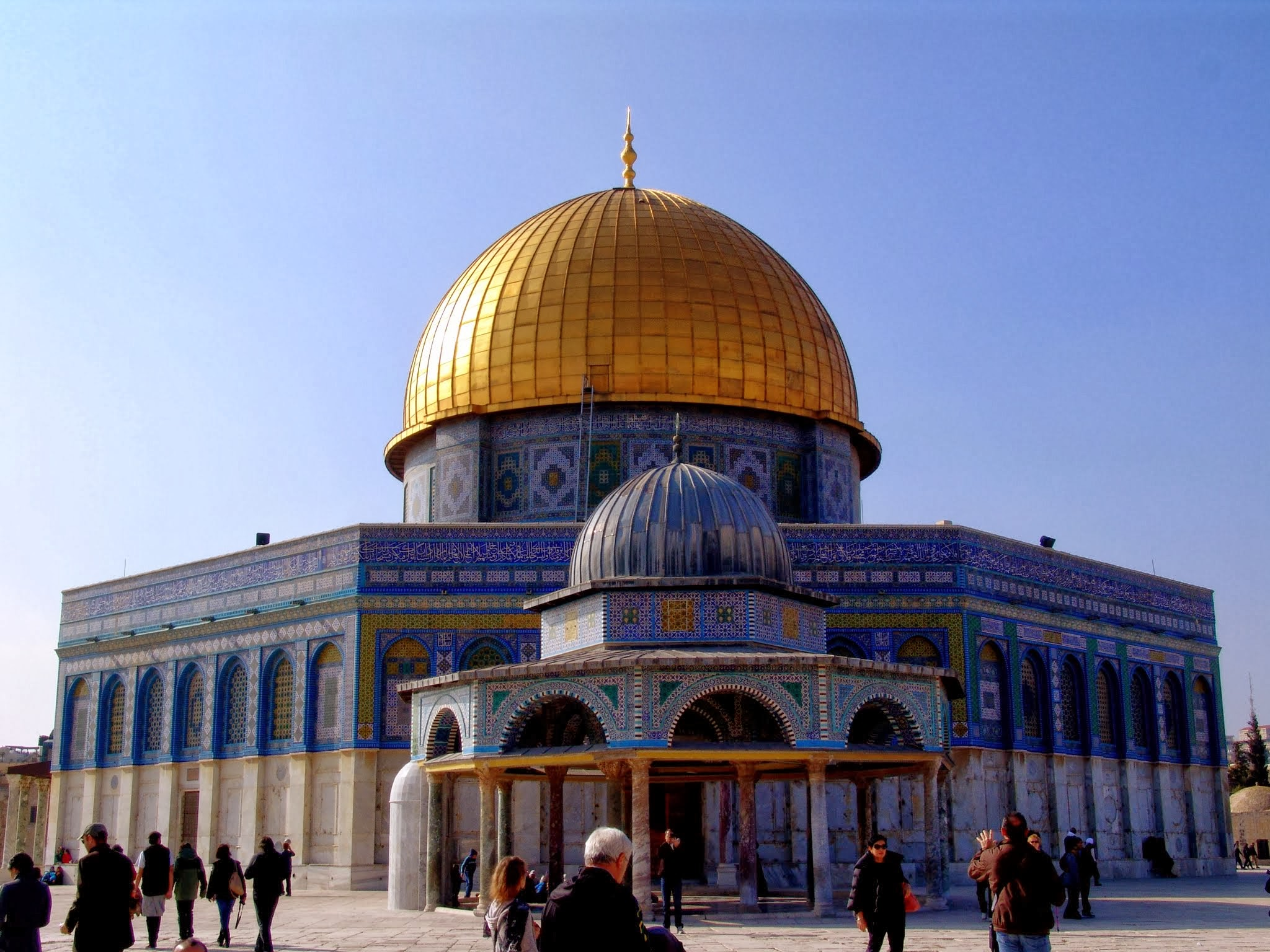
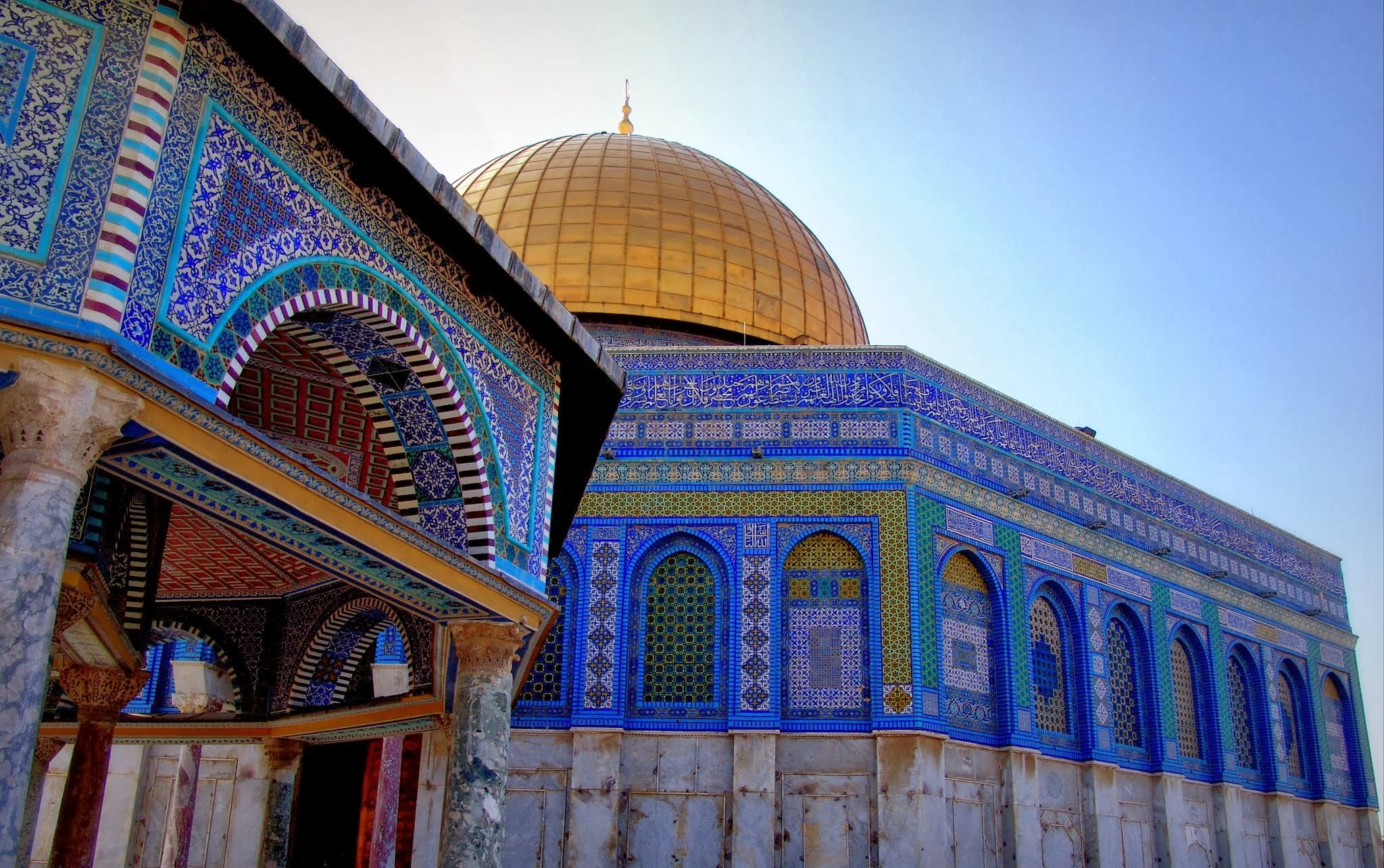
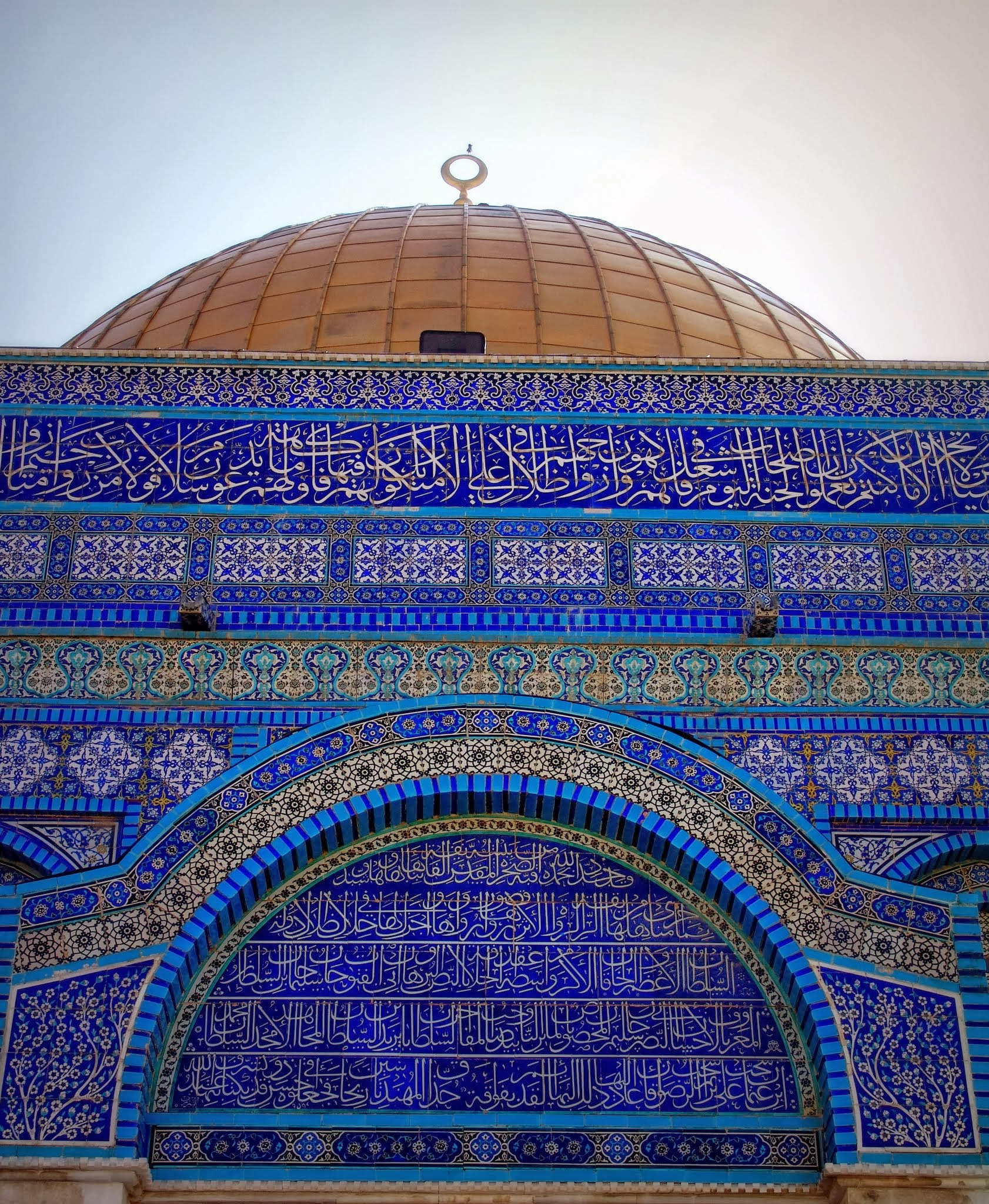
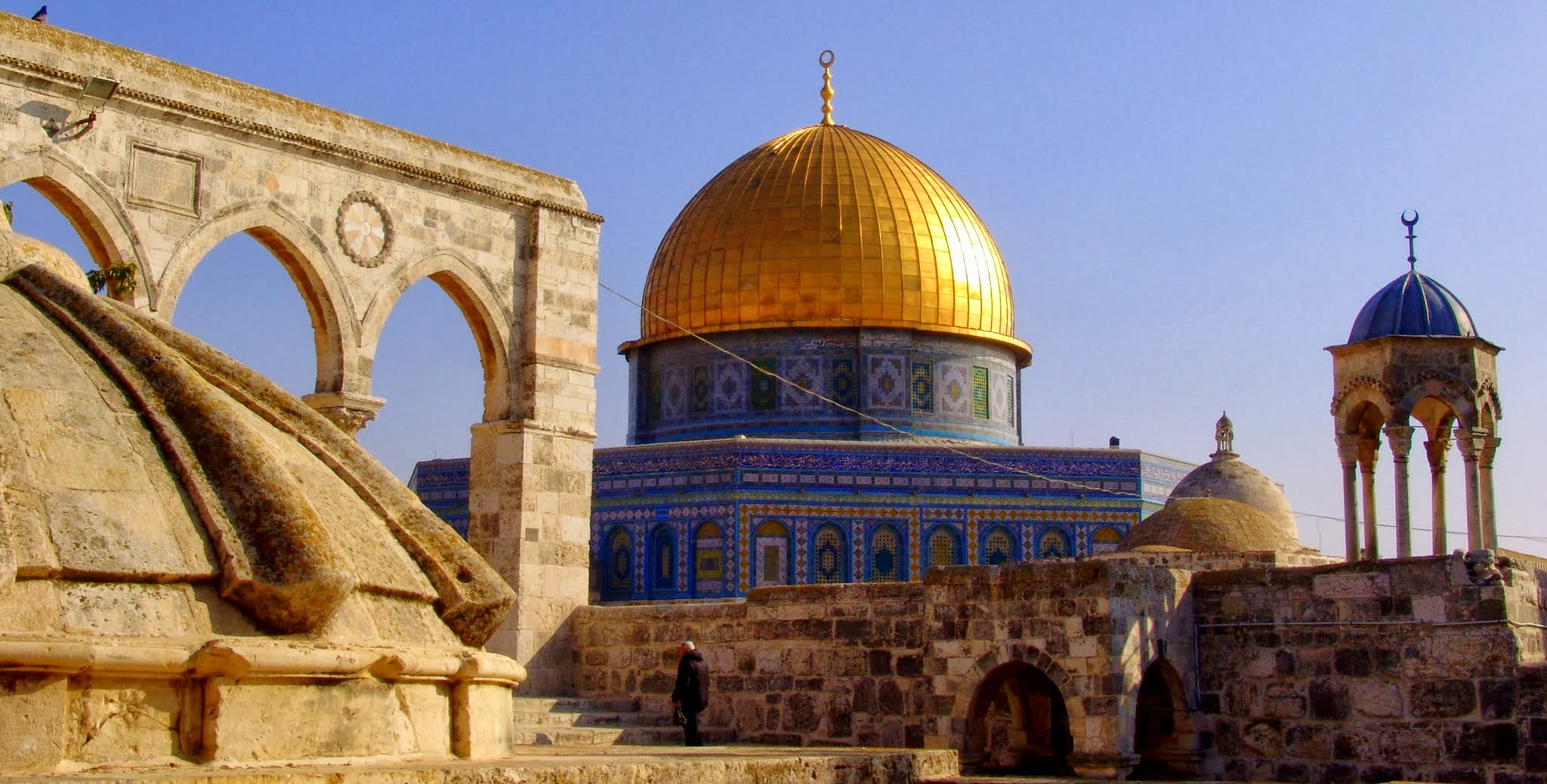

### Fotnoter
1. ↑  Käck, Max. ”Landet där Gud steg ned”. Ny kultur. Martinus kosmologi. Arkiverad från originalet den 2 januari 2009. https://web.archive.org/web/20090102212434/http://www.nykultur.nu/Artiklar/Landet_dar_Gud_steg.html. Läst 24 juli 2011.
2. ↑  Rizwi Faizer (1998). ”The Shape of the Holy: Early Islamic Jerusalem”. Rizwi's Bibliography for Medieval Islam. Arkiverad från originalet den 10 februari 2002. https://web.archive.org/web/20020210164811/http://us.geocities.com/rfaizer/reviews/book9.html.
3. ↑  Avner, Visual Cultures, pp. 43–44
4. ↑  ”Islamic Art and Architecture 650–1250”. google.ca. http://books.google.ca/books?id=l1uWZAzN_VcC&pg=PA20&dq=Yazid+ibn+Salam+muslim&hl=en&sa=X&ei=020-VJnVE4PwoATuxIC4Dg&ved=0CCoQ6AEwAA#v=onepage&q=Yazid%20ibn%20Salam%20muslim&f=false.